# Flux magnétique
Le flux magnétique ou flux d'induction magnétique, souvent noté {\displaystyle \Phi }, est une grandeur physique mesurable caractérisant l'intensité et la répartition spatiale du champ magnétique. Cette grandeur est égale au flux du champ d'induction magnétique, ou densité de flux magnétique {\displaystyle {\vec {B}}} à travers une surface orientée {\displaystyle {\vec {S}}}. Ce flux est par définition le produit scalaire de ces deux vecteurs (voir définition mathématique ci-dessous). Son unité d'expression dans le Système international d'unités est le weber (unité homogène à des volts-secondes).

## Définition mathématique

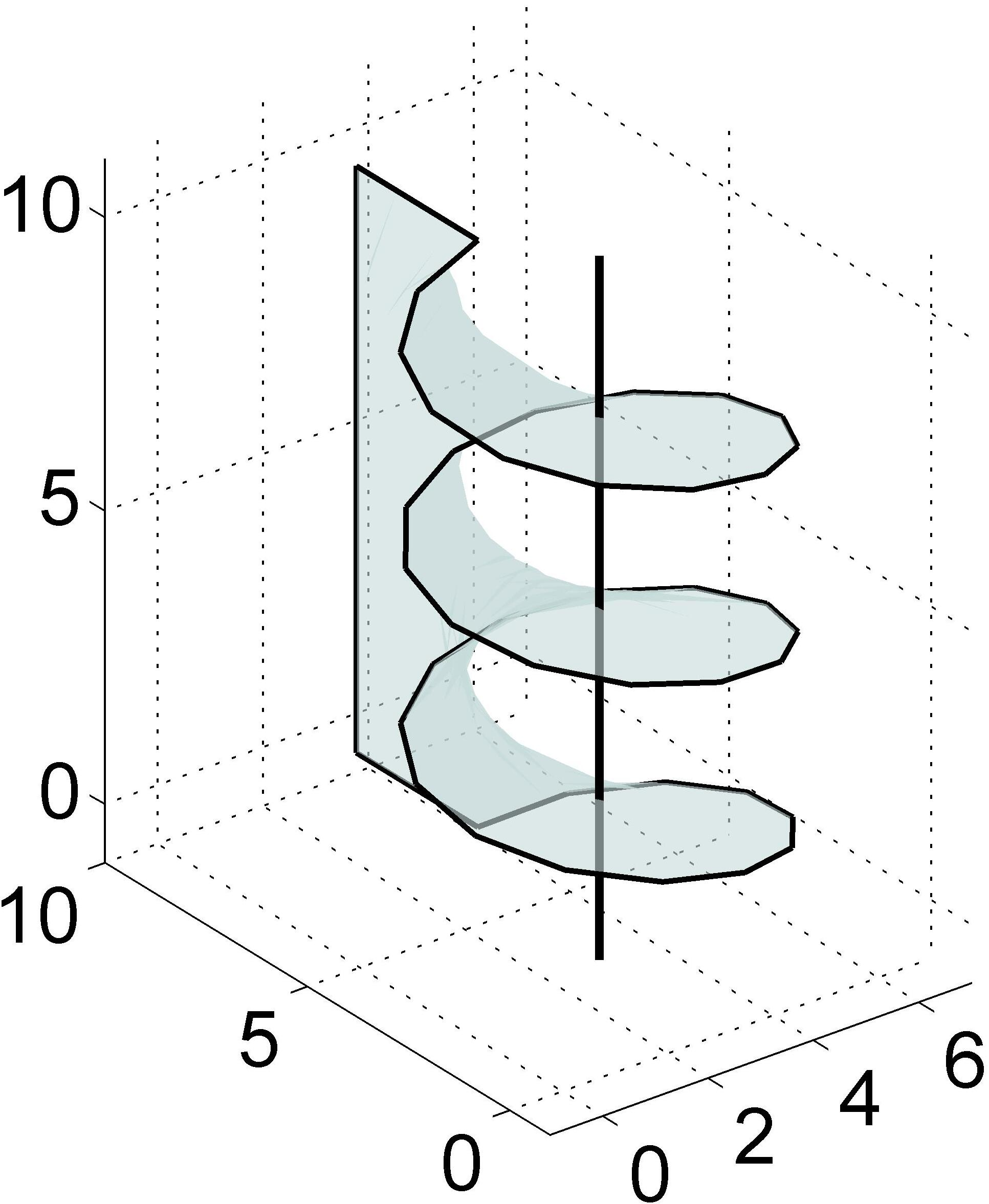
Visualisation d'une surface circonscrite par une bobine à trois spires.

Par définition, le flux {\displaystyle \Phi } de l'induction magnétique {\displaystyle {\vec {B}}} à travers un élément infinitésimal de surface orienté {\displaystyle {\vec {\mathrm {d} S}}} est le produit scalaire de ces deux vecteurs :
{\displaystyle \mathrm {d} \Phi ={\vec {B}}\cdot {\vec {\mathrm {d} S}}=\|{\vec {B}}\|\cdot \|{\vec {\mathrm {d} S}}\|\cdot \cos \theta }
où {\displaystyle \theta } est l'angle entre les lignes du champ d'induction magnétique {\displaystyle {\vec {B}}} et le vecteur normal au plan de la surface {\displaystyle {\vec {S}}}. Ainsi, si la surface est perpendiculaire aux lignes du champ {\displaystyle {\vec {B}}}, cet angle est égal à 0°, son cosinus vaut 1 et le flux est à son maximum.
Le flux à travers la surface {\displaystyle {\vec {S}}} est alors l'intégrale :
{\displaystyle \Phi =\iint _{S}\mathrm {d} \Phi \,=\iint _{S}{\vec {B}}\cdot {\vec {\mathrm {d} S}}\,}
Le champ d'induction magnétique {\displaystyle {\vec {B}}} étant de divergence nulle (ce qui traduit l'idée qu'il n'existe pas de monopôle magnétique), il est également possible de calculer le flux magnétique à partir du potentiel vecteur du champ magnétique, par intégration de ce dernier sur la bordure de la surface :
{\displaystyle {\vec {B}}={\vec {\nabla }}\wedge {\vec {A}}\qquad } et {\displaystyle \qquad \Phi _{B}=\oint \limits _{\partial S}{\vec {A}}\cdot {\vec {\mathrm {d} \ell }}}
Cette formule implique que le flux magnétique à travers une surface fermée est nul.

## Flux et induction

Orientation du flux et de la tension induite

La loi de Lenz précise que, si une variation de flux {\displaystyle \mathrm {d} \Phi (t)} apparaît dans un cadre constitué d'un conducteur électrique, une force électromotrice {\displaystyle e(t)} apparaîtra aux bornes de ce cadre. Cette force électromotrice est créée pour s'opposer à la variation de flux dans le cadre. Et cela par principe d'inertie en physique : un objet passif ne peut que s'opposer à une variation et non l'assister. Sinon le cadre créerait de l'énergie au lieu de transformer une partie de l'énergie reçue (la variation de flux résulte d'une action extérieure modifiant le champ {\displaystyle {\vec {B}}} et/ou la position du cadre). Le circuit doit nécessairement être « orienté » c'est-à-dire qu'il faut orienter l'éventuel courant {\displaystyle i(t)} y circulant selon l'orientation (arbitraire) du vecteur normal {\displaystyle {\vec {S}}}. La tension induite {\displaystyle e(t)} est alors donnée selon une « convention générateur » par rapport au courant {\displaystyle i(t)} (le cadre est considéré comme un générateur de tension {\displaystyle e} du point de vue électrique ; le courant {\displaystyle i} peut tout à fait être nul et est déterminé par le circuit électrique branché sur ce cadre). On retrouve alors la loi de Lenz-Faraday :
{\displaystyle e(t)=-{\frac {\mathrm {d} \Phi (t)}{\mathrm {d} t}}}
Si on branchait une simple résistance sur ce cadre, alors cette tension aurait tendance à faire circuler un courant {\displaystyle i} qui créerait lui-même un flux ajouté, tentant de maintenir le flux total constant.
L'unité de flux magnétique {\displaystyle \Phi } est le weber (Wb), en hommage au physicien allemand Wilhelm Eduard Weber (1804-1891).
Comme la tension {\displaystyle e(t)} est exprimé en volts et le temps {\displaystyle t} en secondes,
{\displaystyle {\rm {[Wb]\equiv [V][s]}}}
ou encore en kg⋅m2⋅A−1⋅s−2 dans le système MKSA.